# 10201 Korado
A 10201 Korado (ideiglenes jelöléssel 1997 NL6) a Naprendszer kisbolygóövében található aszteroida. Farra d'Isonzo fedezte fel 1997. július 12-én.